# Victor Jørgensen
Victor Jørgensen (ur. 12 czerwca 1924 w Hjørring, zm. 29 sierpnia 2001 w Rødovre) – duński bokser kategorii półśredniej, brązowy medalista igrzysk olimpijskich w 1952 w Helsinkach.